# ال دوویو
ال دوویو (انگلیسی: El Dovio) یک منطقه مسکونی در کشور کلمبیا است.